# James LoMenzo

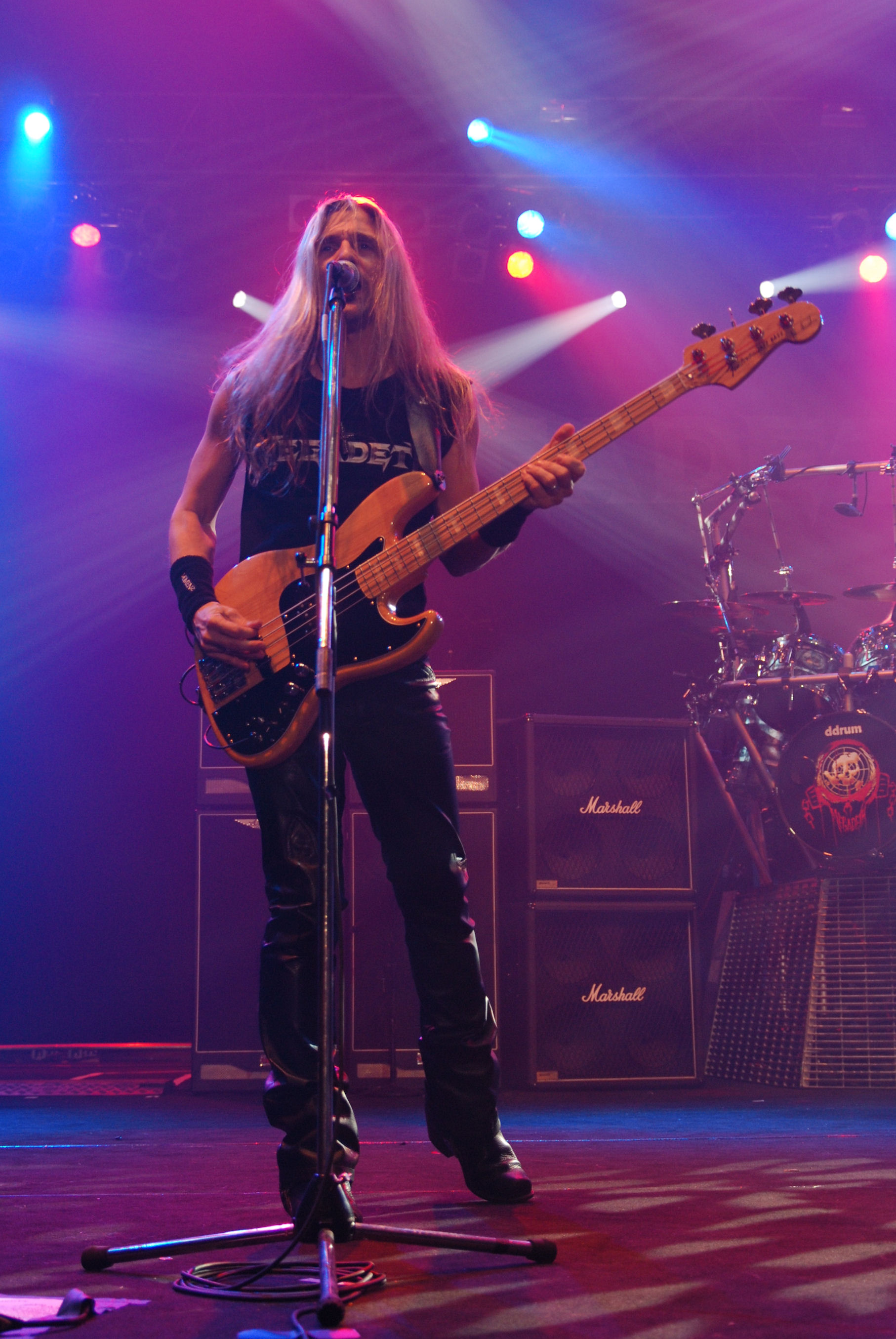
James LoMenzo live med Megadeth 2008

James LoMenzo, född 13 januari 1959 i Brooklyn, New York, är en amerikansk basist. Han var basist i rockbandet White Lion mellan 1984 och 1991. I april 2006 ersatte han James MacDonough som basist i thrash metal-gruppen Megadeth. Han har även bland annat spelat bas i grupperna Pride & Glory och Black Label Society. 
I februari 2010 återvände David Ellefson till Megadeth och James LoMenzo var då tvungen att lämna bandet.
James LoMenzo var även med i tävlingen The Amazing Race år 2012.